# Deutsches Haus (Marburg)

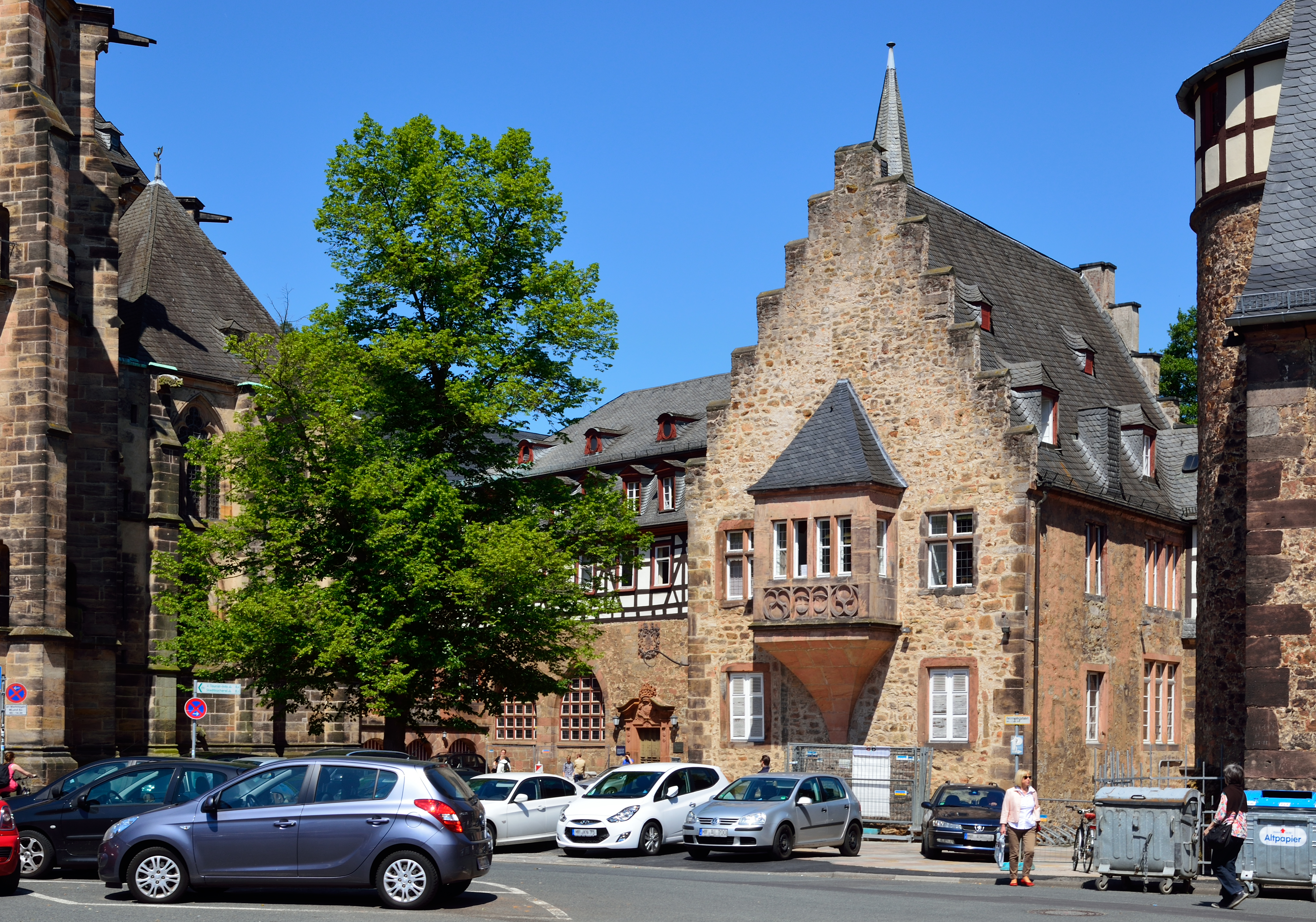
Das Deutsche Haus von der Deutschhausstraße gesehen

Das Deutsche Haus (auch Deutschordenshaus oder Deutschhaus) in der Deutschhausstraße 10 war das ursprüngliche Wohnhaus des Deutschen Ordens in Marburg (Hessen). Es stammt in seinen ältesten Teilen aus der Zeit zwischen 1234/1235 und 1250 und datiert demnach aus der Zeit, als in direkter Nachbarschaft die Elisabethkirche gebaut wurde (Grundsteinlegung 1235). Das Gebäude war Sitz des Landkomturs der Ballei Hessen des Deutschen Ordens. Seit 1823 ist es im Besitz der Philipps-Universität Marburg.

## Baugeschichte
Das Deutsche Haus stammt in seinen ältesten Teilen (Kellergewölbe des Ostteils des Mittelbaus und des südlichen Westflügels) aus der Zeit zwischen 1234/1235 und 1250. Am Ostflügel sind die meisten Reste des Hochmittelalters sichtbar: Zunächst als Brüderhaus errichtet, wurde er ab 1483 für den Komtur erweitert und steht auf den Gewölbekellern des 13. Jahrhunderts. Die Treppengiebel markieren die Grenze zwischen dem früheren Brüderhaus im Norden und dem Küchenbau im Süden. Schmuckerker und Treppengiebel bilden die repräsentative Schaufassade der neuen Komturswohnung. Der turmartig erhöhte Kapellenerker an der Ostseite entstand 1531, nachdem der Landgraf Philipp I. die Elisabethkirche dem katholischen Gottesdienst entzog.
Um 1250/1260 kamen das Komturhaus (nördlicher Teil des Ostflügels), dem 1480 der sog. Neue Bau vorgesetzt wurde, und der Westflügel hinzu. Auch dieser wurde um 1480–1483 aus eigenständigen Bauten zusammengefasst und beherbergte Werkstätten, Lager und Verwaltung. Seine heutige Erscheinung ist wesentlich durch den Anbau des 16. Jahrhunderts sowie durch Reparaturen und Restaurierungen des 19. Jahrhunderts geprägt.
Im Mittelbau, dem sog. Herrenhaus, befanden sich ursprünglich verschiedene Offizinen. Um 1480 ließ Landkomtur Ludwig von Nordeck die zunächst offene Arkadenwand hofseits vorbauen; in den 1780er Jahren traten das Fachwerkobergeschoss und das Mansarddach an die Stelle eines Spitzdaches. Damals wurden Küche und Dormitorium (Schlafsaal) aus dem Ostflügel in den Mittelbau verlegt, wo nach und nach mehrere Refektorien und im 18. Jahrhundert auch die komfortable Wohnung des Komturs entstanden. Das barocke Eingangsportal (um 1735) stammt aus der ehemaligen alten Komturei und wurde nach deren Abbruch an seinen heutigen Platz versetzt.
Zu den ältesten, bis heute genutzten Räumen der Universität gehören die Gewölbekeller unter den Seitenflügeln. Die sogenannte Herrenküche („Ochsenbraterei“) vermittelt mit ihrem geschwärzten Gewölbe einen Eindruck von einer herrschaftlichen Küche des hohen Mittelalters.

## Nutzung durch die Universität
Nach Aufhebung des Deutschen Ordens durch Napoleon wurde 1809 unter König Jérôme der Deutschordenshof mit dem Elisabethhospital der Universität zur Verfügung gestellt. Das Grundstück des Deutschen Hauses umfasste 4.547 m², weitere Flächen befinden sich im Besitz der Kirche. Die offizielle Übergabe des Deutschen Hauses an die Universität erfolgte am 13. November 1823.
Seitdem beherbergte das Gebäude eine Vielzahl von Einrichtungen, oft gleichzeitig:
- Entbindungsanstalt (1823–1868)
- Physikalisches Institut (1823–1838)
- Zoologisches Kabinett (1824–1903)
- Archäologische Sammlung (bis vor 1885)
- Chemisches Institut (1825–1881)
- Pharmazeutisches Institut (1851–1869)
- Pharmakologisches Institut (1869–?)
- Mineralogisches Institut (1881–1970er Jahre)
- Geologisches Institut (1904–1970er Jahre)
- Hygienisches Institut (1885–1904)

Nach dem Auszug einzelner Institute wurden mehrfach Umbauten durchgeführt, darunter ein Dachgeschossausbau 1911. 1927 brachen mehrere Decken unter der Last der Sammlungen zusammen; die Instandsetzung dauerte bis 1930.

### Jüngere Nutzungsgeschichte
Am 1. Februar 1973 erhielt der Fachbereich Geographie das Deutsche Haus als Institutsgebäude zugewiesen. Nach dem Umzug der Geologen und Mineralogen in einen Neubau auf den Lahnbergen erfolgten von 1975 bis 1977 umfangreiche Umbauten und Renovierungen. Am 30. Juni 1977 fand die offizielle Übergabe statt. Seitdem verfügt der Fachbereich über rund 2.000 m² Hauptnutzfläche mit Hörsälen, Bibliotheks-, Personal-, Sammlungs- und Seminarräumen sowie Laboren.
1987/88 wurden bei Dachreparaturen Schäden an der südlichen Fachwerkwand und an der Decke im Eingangsbereich festgestellt; das verfaulte Holz wurde teilweise ersetzt und die Decke mit Stahlträgern gesichert. Eine vollständige Wiederherstellung des historischen Zustands steht noch aus. Einige historische Räume wie die Ochsenbraterei und der Gewölbekeller im Ostflügel wurden restauriert.
Seit 2013 befinden sich rechts neben dem Gebäude die fünf Kardinaltugenden des Bildhauers Johann Friedrich Sommer von 1718, die einst zur Gartenanlage des Komturs Damian Hugo von Schönborn gehörten.

## Namensgeber
Das Deutsche Haus ist Namensgeber der Deutschhausstraße, die eine wichtige innerstädtische Straße in Marburg ist. Der Platz vor dem Deutschen Haus ist nach dem im Siebenjährigen Krieg zerstörten kleinen Spital des Ordens, der Firmanei, benannt. Die Firmanei ist zugleich Namensgeberin für den Universitätscampus rund um den Botanischen Garten und die Elisabethkirche (Campus Firmanei).